# Bobby Campbell (Fußballspieler, 1956)
Robert McFaul „Bobby“ Campbell (* 13. September 1956 in Belfast; † 15. November 2016 in Huddersfield) war ein nordirischer Fußballspieler. Als Mittelstürmer „klassischer Prägung“ hatte er seine erfolgreichste Zeit zu Beginn der 1980er-Jahre bei Bradford City, ist bis heute Rekordtorjäger der „Bantams“ und führte den Klub von der vierten in die zweite Liga. Seine Karriere in der nordirischen Nationalmannschaft war kurz und geprägt durch Skandale, so dass er lediglich auf zwei Länderspiele im Vorfeld der WM-Endrunde 1982 in Spanien kam. Dort wurde er jedoch nicht für Einsätze berücksichtigt.

## Sportlicher Werdegang

### Holpriger Start in die Profikarriere
Campbell fand nach seinem Schlussabschluss im Mai 1972 zum englischen Zweitligisten Aston Villa und unterzeichnete dort im Januar 1974 den ersten Profivertrag. Im April desselben Jahres debütierte er im Alter von 17 Jahren daheim gegen den AFC Sunderland (1:2), ließ vier Tage später das erste Tor (erneut per Einwechslung) gegen Nottingham Forest (3:1) folgen und stand drei weitere Tage später erstmals gegen Carlisle United in der Startelf. Der vielversprechende Beginn setzte sich in der Saison 1974/75 jedoch nicht fort und während die „Villans“ als Zweitligavizemeister in die höchste englische Spielklasse zurückkehrten, war Campbell in sieben Ligapartien als Mittelstürmer glücklos gewesen und wurde im Februar 1975 an den Drittligisten Halifax Town ausgeliehen. Auch dort traf er das Tor in 15 Pflichtspielen nicht, so dass er zwei Monate später an den Viertligisten Huddersfield Town für eine Ablösesumme von 5.000 Pfund „abgeschoben“ wurde.
Auch in der vierthöchsten Spielklasse tat sich Campbell zunächst schwer und er schoss in der Saison 1975/76 nur zwei Tore in 14 Pflichtspieleinsätzen. Huddersfield verpasste dabei knapp die Qualifikation für die Playoff-Spiele und auch in der Spielzeit 1976/77 waren die Aufstiegsplätze außerhalb der Reichweite. Campbell zeigte sich in seinem zweiten Jahr immerhin mit acht Toren verbessert und weckte damit das Interesse des Zweitligisten Sheffield United für 10.000 Pfund. Nach seinem Wechsel zu den „Blades“ konnte er sich nunmehr auf höherer Ebene etwas besser behaupten und traf in der Saison 1977/78 gleich 14-mal. Dennoch verließ er den Klub nach nur einem Jahr und verbrachte den Sommer 1978 in der nordamerikanischen NASL bei den Vancouver Whitecaps. Mit neun Toren in 13 NASL-Partien führte er den Klub ins Halbfinale der National Conference. Er kehrte danach für einen Monat nach Huddersfield zurück und heuerte dann ein zweites Mal in Halifax an. Dort wurde sein Vertrag im Mai 1979 aufgelöst und Campbell verbrachte danach ein halbes Jahr in Australien bei Brisbane City. Campbell galt zu dieser Zeit im englischen Profifußball als gescheitert. Als „bulliger“ Mittelstürmer klassischer Prägung wurde er für seine Durchsetzungskraft als talentiert, in technischer Sicht jedoch als limitiert angesehen. Dazu machte er abseits des Platzes negativ von sich reden. Bereits als Jugendlicher war er im Jahr 1975 als nordirischer Jugendnationalspieler in einen Autounfall mit einem gestohlenen Fahrzeug involviert gewesen, wonach ihn der nordirische Fußballverband für lange Zeit intern sperrte.

### Bradford City
Im Dezember 1979 entschied sich der englische Viertligist Bradford City, Campbell eine weitere Chance zu geben, und lud ihn zu einem Probetraining ein. Sein Vortrag war derart beeindruckend, dass ihm kurz darauf ein Vertrag angeboten wurde und bereits bei seinem Debüt gegen Peterborough United schoss er am 12. Januar 1980 sein erstes Tor für die „Bantams“. Im August 1980 schoss er das wohl bekannteste Tor in seiner Karriere, als er im Ligapokal mit seinen Mannen den Titelverteidiger FC Liverpool mit 1:0 im Hinspiel besiegte (das Rückspiel endete 0:4). Dieser Treffer stand sinnbildlich für Campbells Spielweise, als er seinen kräftigen Oberkörper einsetzte und sich damit gegen prominente Abwehrspieler durchsetzte. In derartigen Momenten erschien der Weg zu einem „Top-Spieler“ möglich. Letztlich fand er aufgrund derartiger Leistungen in Bradford nunmehr sein sportliches Glück und während seiner dreieinhalb Jahre und 92 Pflichtspieltore in Bradford war Campbell plötzlich auch im Fokus von Billy Bingham für die nordirische Nationalmannschaft. Der Nominierung stand jedoch die interne Sperre durch den nordirischen Verband entgegen und erst die Zurede von Vereinsfunktionären aus Bradford sorgten für eine „Begnadigung“. Im Vorfeld der WM-Endrunde 1982 in Spanien absolvierte Campbell zwei Länderspiele gegen Schottland (1:1) und Wales (0:3) und wurde in den Kader für das Turnier selbst berufen. Dort war sein Verhalten wieder Gegenstand von Kontroversen und Bingham berief ihn für keine weiteren Länderspiele mehr.
An seinem Legendenstatus in Bradford änderte dies wenig und nach dem 1982er Aufstieg in die dritte Liga mit 29 Pflichtspieltoren ließ er 33 Treffer in der Saison 1982/83 folgen. Damit überzeugte er Roy McFarland, der ihn als Trainer des Zweitligisten Derby County verpflichtete. Maßgeblich für die Bereitschaft von Bradford City, Campbell ziehen zu lassen, war der dringend benötigte Ertrag aus der Ablösesumme in Höhe von 70.000 Pfund. Der Neuzugang kam jedoch in der neuen Umgebung nicht zurecht und so kehrte er bereits im Dezember 1983 nach Bradford für nur noch 35.000 Pfund zurück. In Bradford fand er zurück zu alter Stärke und Campbell schoss 26 Tore in der Saison 1984/85. Diese brachten dem Verein die Drittligameisterschaft ein, wobei die Freude über den damit verbundenen Aufstieg in den Hintergrund rückte, da sich am letzten Spieltag im heimischen Stadion die Valley-Parade-Feuerkatastrophe mit 56 Toten ereignete. Campbell festigte in diesem Moment (wie auch zahlreiche Mitspieler) mit vielen Krankenhausbesuchen seinen „Heldenstatus“ bei der Anhängerschaft von Bradford City. Im Oktober 1986 verließ Campbell den Verein, nachdem er insgesamt 143 Treffer erzielt und damit eine vereinseigene Rekordmarke gesetzt hatte.

### Ausklang der Karriere
Letzte aktive Profistation war der Drittligist Wigan Athletic, der sich die Verpflichtung 25.000 Pfund kosten ließ. In beiden Jahren war er vereinsintern erfolgreichster Torschütze. Weitere Highlights waren das Erreichen des Viertelfinals im FA Cup sowie ein Hattrick gegen den Lokalrivalen Bolton Wanderers im Ligapokal. Nach mehr als 550 Pflichtspielen sowie mehr als 200 Toren trat Campbell als aktiver Spieler zurück. Er arbeitete später als Ordner in der Nähe von Huddersfield in einem Working men’s club. Dort wurde er im Juni 2013 aufgrund von Betrugsvorwürfen entlassen, von denen er später freigesprochen wurde. Er unterstützte auch in Bradford die gemeinnützige Initiative „Football in the Community“. Tragisch endete sein Leben im Alter von 60 Jahren, nachdem er sich im November 2016 selbst getötet hatte.

## Titel/Auszeichnungen
- PFA Team of the Year (2): 1981/82 (4. Liga), 1984/85 (3. Liga)